# صموئيل بيتي (رياضياتي)
صموئيل بيتي هو رياضياتي كندي، ولد في 1881، وتوفي في 1970.